# Dali (Yunnan)
Pour les articles homonymes, voir Dali.
Dali (chinois: 大理, pinyin: Dàlĭ, langue bai : Darl•lit) est une ville de la province du Yunnan en Chine. C'est une ville-district, chef-lieu de la préfecture autonome bai de Dali.

## Histoire
Dali est l'ancienne capitale du royaume de Nanzhao (VIIIe et IXe siècles) et du royaume de Dali (937-1253). Au XIIIe siècle, toute la province tombe sous la coupe des Mongols qui formeront la dynastie Yuan. Plus tard, Dali a également été le centre de la révolte du sultan Du Wenxiu contre la dynastie Qing. Cette révolte, connue en chinois sous le nom de Du Wenxiu qiyi (杜文秀起义, dù wénxiù qǐyì), a duré de 1856 à 1873.
La ville de Dali est aussi réputée pour les nombreux marbres qu'elle produit et qui servent soit de matériau de construction soit pour fabriquer des objets d'art. De fait, ces marbres sont si célèbres que le mot marbre se dit littéralement en chinois pierre de Dali (大理石, dàlǐshí).
Dali est aujourd'hui une des principales destinations touristiques du Yunnan, à mi-chemin entre Kunming et Lijiang.

## Géographie
Dali est située entre le plateau fertile des monts Cangshan qui s'étendent à l'ouest et le lac Erhai à l'est.

## Démographie
La population était de 652 000 habitants en 2010 contre 496 361 habitants en 1999.
La ville et l'ensemble de la préfecture sont traditionnellement peuplés par les minorités Bai et, dans une moindre mesure, Yi.

### Répartition par ethnies de la population de Dali (2000)
| Nom de l'ethnie | Nombre    | Pourcentage |
| --------------- | --------- | ----------- |
| Han             | 1 659 730 | 50,35 %     |
| Bai             | 1 081 167 | 32,8 %      |
| Yi              | 426 634   | 12,94 %     |
| Hui             | 66 085    | 2,0 %       |
| Lisu            | 31 972    | 0,97 %      |
| Miao            | 10 967    | 0,33 %      |
| Naxi            | 4 302     | 0,13 %      |
| Achang          | 3 330     | 0,1 %       |
| Autres          | 12 365    | 0,38 %      |

## Patrimoine et culture

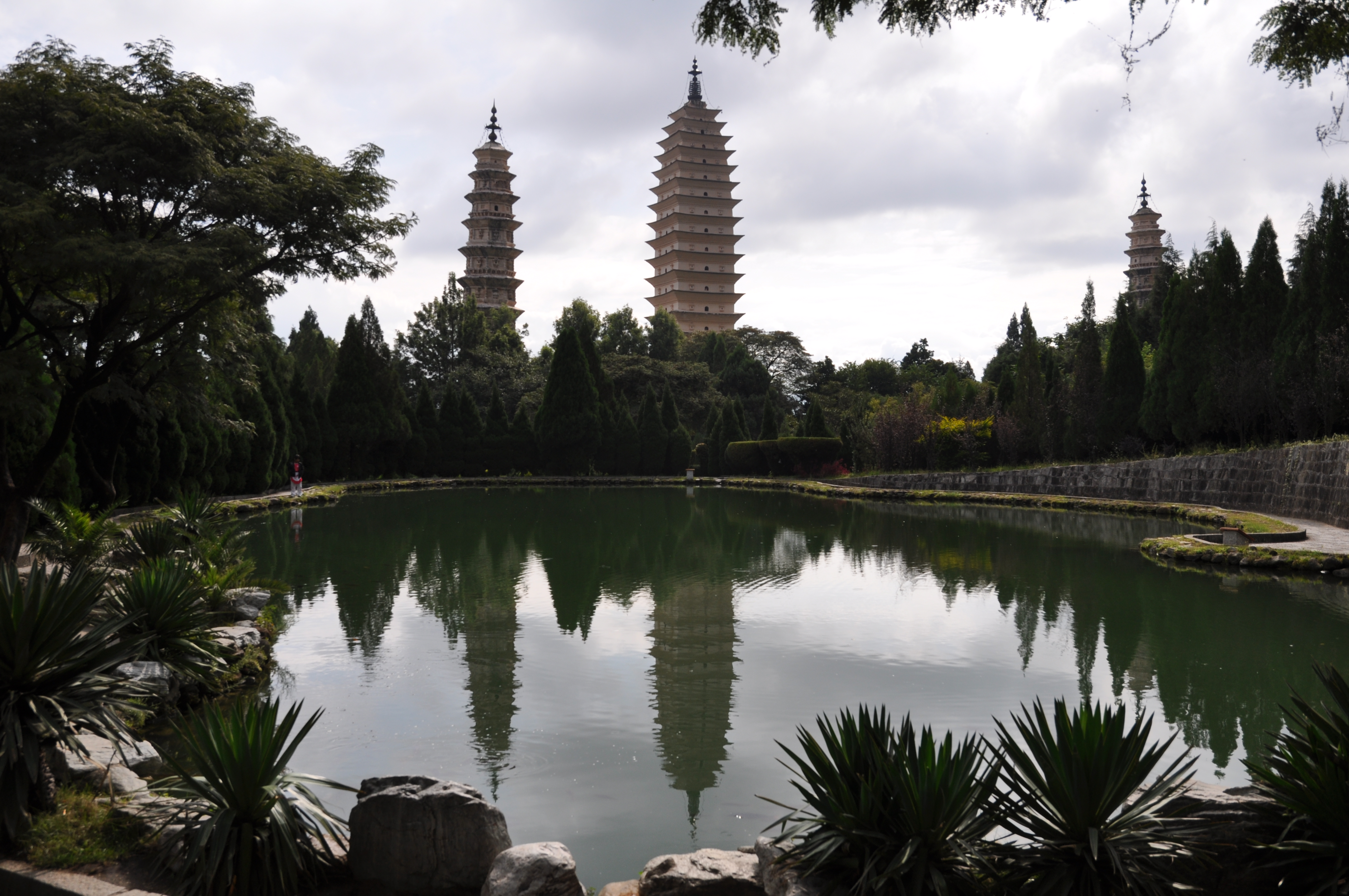
Les trois pagodes de Dali (San Ta Si) se reflétant dans le bassin.

Dali est l'une des principales destinations touristiques du Yunnan, tant en raison de ses sites historiques et de sa rue des Étrangers que pour le folklore de la culture bai.
- Musée de Dali (dans l'ancienne résidence du sultan Du Wenxiu)
- Temple de l'Admiration pour la Divinité ou temple Chongsheng (重聖寺, chóngshèng sì), où se trouvent les Trois Pagodes ;
- Source aux Papillons, à l'extérieur de la ville ;
- Le Marché de mars (三月节, sānyuè jié), une fête ;
- L'île folklorique Nanzhao, comportant des monuments du royaume de Nanzhao (737 – 902/937).
- L'église catholique de Dali (大理天主教堂)

En 2012, s'est tenue la première édition du festival d'art photographique chinois à Dali, à cette occasion la photographe chinoise Hou Bo a reçu la Statue d'or de Chine.

## Économie
Le centre économique est situé dans la ville nouvelle de Xiaguan, à quelques kilomètres de Dali.
- Marbre (pierre de Dali)
- Thé et notamment le Tuocha (沱茶, tuóchá)
- Aéroport de Dali

## Transports
La ville est desservie par l'aéroport de Dali.

## Climat
Le climat de Dali est de type Cfb (climat tempéré chaud de type mousson) si on se réfère à la classification de Köppen. Les hivers sont frais et ensoleillés tandis que les étés sont chauds mais sans chaleur excessive et très pluvieux.
| Mois                                | jan. | fév. | mars | avril | mai   | juin  | jui.  | août  | sep.  | oct.  | nov. | déc. | année |
| ----------------------------------- | ---- | ---- | ---- | ----- | ----- | ----- | ----- | ----- | ----- | ----- | ---- | ---- | ----- |
| Température minimale moyenne (°C)   | 0,9  | 2,4  | 5,4  | 9,5   | 13,5  | 16,9  | 17,3  | 17,1  | 16,1  | 12,3  | 6,8  | 2,4  | 9,3   |
| Température moyenne (°C)            | 7,8  | 9,5  | 12,7 | 15,6  | 18,1  | 19,5  | 19,5  | 19,8  | 19    | 16,4  | 12,1 | 8,7  | 14,9  |
| Température maximale moyenne (°C)   | 16,4 | 18   | 21,2 | 23    | 24,1  | 23,6  | 23,2  | 24,3  | 24,1  | 22,6  | 19,6 | 17,2 | 19,5  |
| Précipitations (mm)                 | 15,7 | 30,3 | 39,8 | 75,5  | 128,5 | 285,9 | 278,7 | 249,1 | 159,9 | 144,2 | 48,6 | 21,8 | 1 478 |
| Nombre de jours avec précipitations | 2,8  | 2,4  | 6,8  | 11,1  | 13    | 22    | 24,4  | 21,7  | 15,9  | 11,4  | 4,7  | 2,4  | 138,6 |

## Personnalités liées à la ville
- Zou Lihong (1984-), athlète handisport chinoise

## Galerie

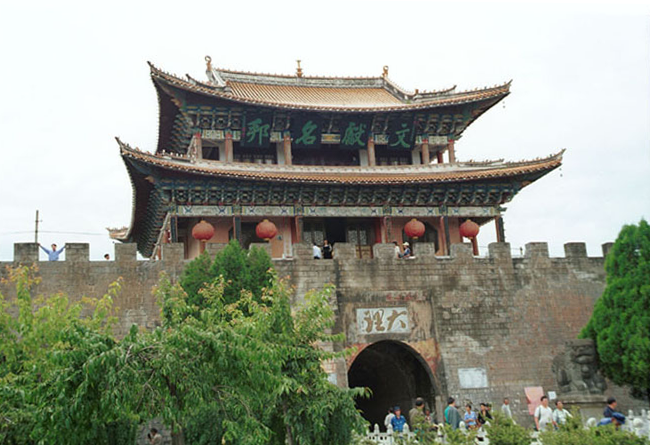
Une porte de la vieille ville
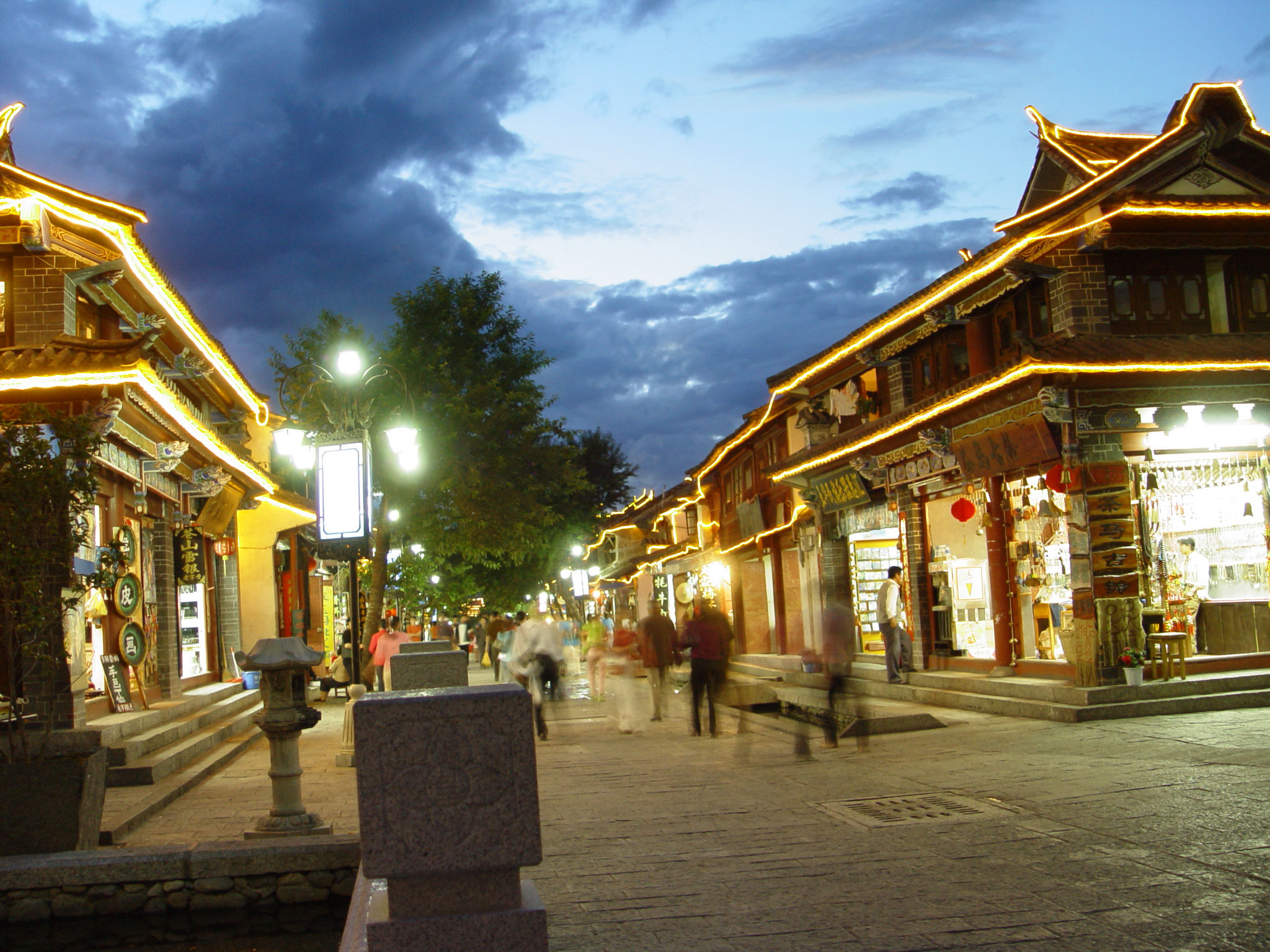
Vue nocturne
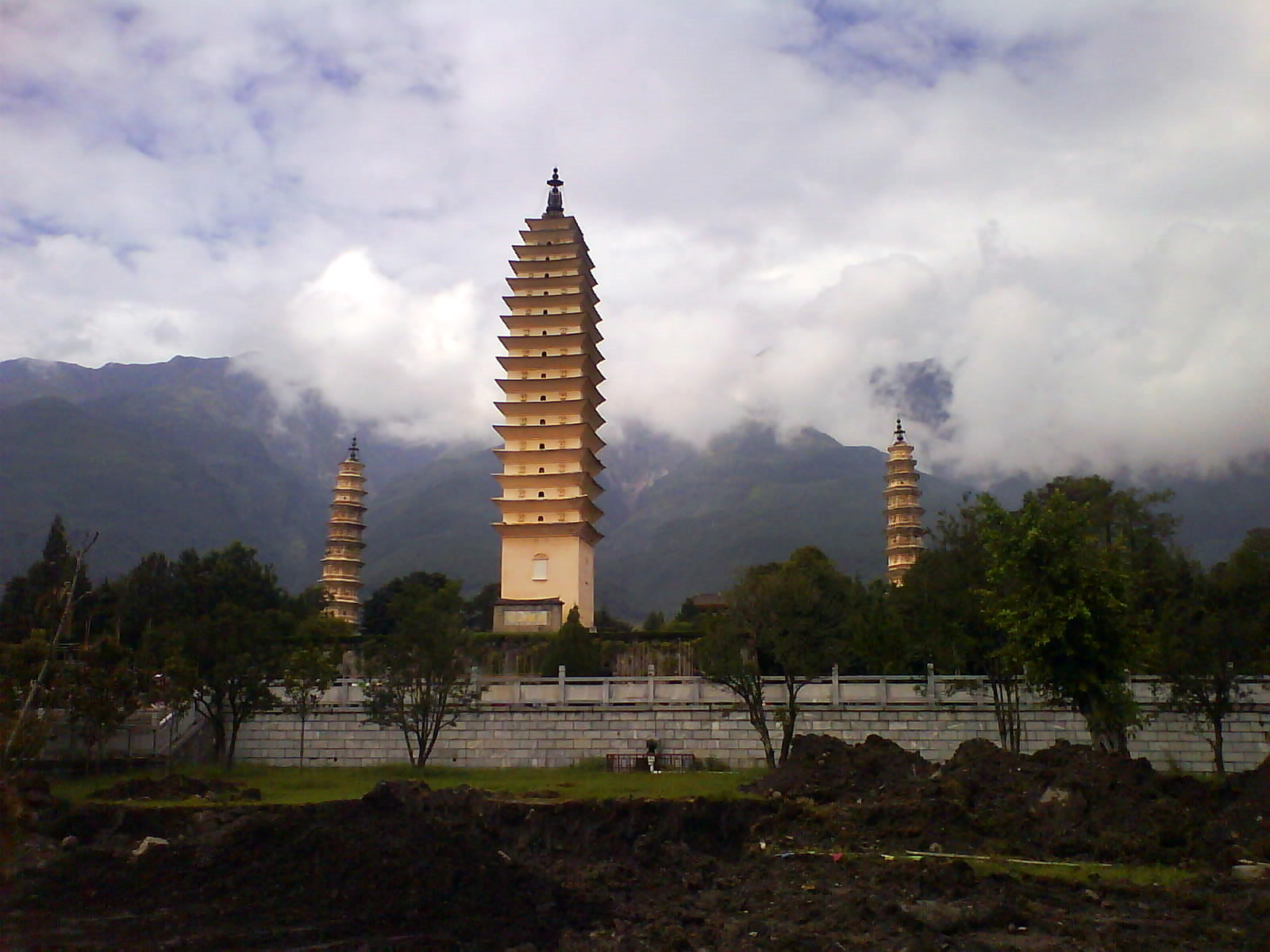
Les Trois Pagodes du temple Chong Sheng
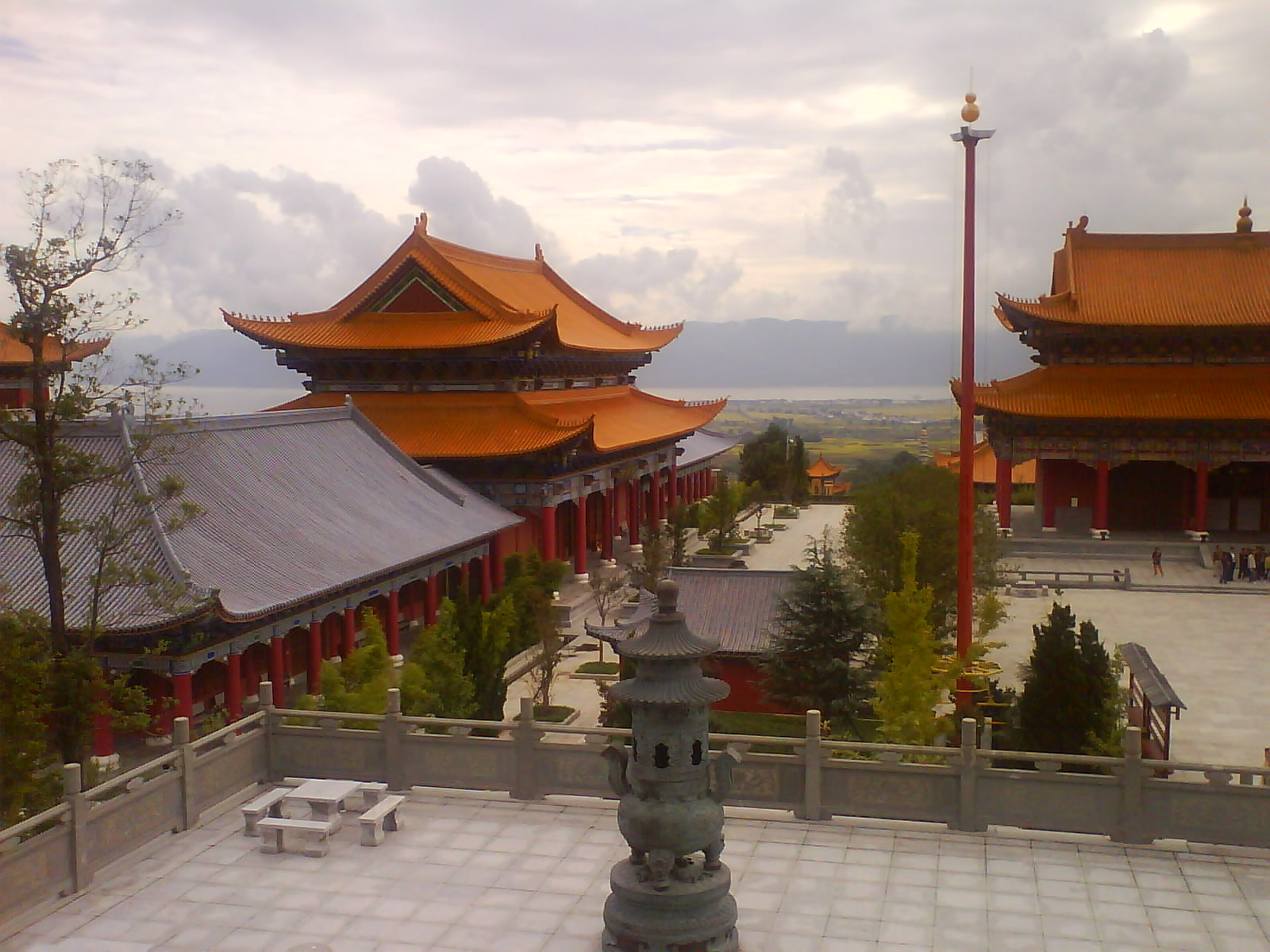
Le temple Chong Sheng, vue vers le lac